# Protohermes immaculatus
Protohermes immaculatus là một loài côn trùng trong họ Corydalidae thuộc bộ Megaloptera. Loài này được Kuwayama miêu tả năm 1964.